# Lesław Żurek
Lesław Żurek (sinh ngày 30 tháng 6 năm 1979 tại Wrocław) là một diễn viên người Ba Lan.

## Tiểu sử
Lesław Żurek tốt nghiệp Học viện Nghệ thuật Sân khấu Quốc gia AST ở Kraków vào năm 2005. Anh diễn xuất trên sân khấu tại Nhà hát Juliusz Słowacki ở Kraków (2005-2007) và nhiều nhà hát ở Warsaw, bao gồm Nhà hát Wytwórnia (2009), Nhà hát Bajka (2010), hay Nhà hát Kamienica (từ năm 2009).
Ngoài sự nghiệp diễn xuất trên sân khấu, Lesław Żurek còn là gương mặt quen thuộc trong hàng chục bộ phim điện ảnh và phim truyền hình Ba Lan. Trong đó, anh nổi tiếng với các bộ phim như: Mała Moskwa (2008), Mniejsze zło (2009), Hel (2009), Randka w ciemno (2010) và Los numeros (2011).

## Thành tích nghệ thuật
Dưới đây liệt kê các phim điện ảnh và phim truyền hình có sự góp mặt của Lesław Żurek:
- 1999: Na dobre i na złe
- 2002: Klan
- 2005: Solidarność, Solidarność...
- 2005: Oda do radości – Wiktor
- 2005–2008: Egzamin z życia – Grzegorz Kopczyński
- 2006: Na dobre i na złe – Marek Szala
- 2006: Magda M. – Norbert Jarecki
- 2006: Pogoda na piątek
- 2007: Regina – Dawid Raj
- 2007: Ogród Luizy – Di Caprio
- 2007: Myjnia (etiuda szkolna) – Olek
- 2007: Polak potrzebny od zaraz – Karol
- 2007: Ekipa
- 2007: Ballada o kluczu
- 2008: Wiem, kto to zrobił
- 2008: Mała Moskwa – Trung úy Michał Janicki
- 2008–2009: Londyńczycy – Andrzej
- 2008: Limuzyna – Paweł
- 2008: Kryminalni – komisarz Rafał Król
- 2008: Izolator (Warsaw Dark) – Cảnh sát Paul
- 2009: Wyłączność – Szymon Markowski
- 2009: Randka w ciemno – Kuba
- 2009: Orkiestra niewidzialnych instrumentów – Rafał
- 2009: Ojciec Mateusz – Robert Serczyk
- 2009: Naznaczony – Wit
- 2009: Mniejsze zło – Kamil Nowak
- 2009: Hel – Kamil
- 2010: Randka w ciemno – Kuba
- 2010: Oni szli szarymi szeregami
- 2010: Nie ten człowiek – Boguś
- 2010: Hotel 52 – Rafał
- 2010–2011: 1920. Wojna i miłość – Mieczysław Pijanowski
- 2011: Usta usta – Darek
- 2011: Układ warszawski – Marek Oporny
- 2011–2013: Przepis na życie – Maciej Błoński
- 2011: Los numeros
- 2012–2015: Przyjaciółki – Wojtek Niemczyk
- 2012: Offline
- 2012: Biec w stronę ty – Piotr
- 2014–2016: O mnie się nie martw – Adam Madejski
- 2014: Komisarz Alex – Krzysztof Solski / Rafał Dragan
- 2014: Czas honoru. Powstanie – Burkhalter
- 2015: Na wieży Babel
- 2015: Klezmer – Michał
- 2015: Amazonia – Krzysztof
- 2016: Pierwszy dzień lata – Filip
- 2016: Ojciec Mateusz – Tomasz Wróbel
- 2016: Na dobre i na złe – Sławomir Wawroniecki
- Từ năm 2016: Barwy szczęścia – Bruno Stański
- 2017: Wojna – moja miłość – Roger
- 2017: Aurora Borealis: Északi fény – Anton
- 2017–2018: Blondynka – Andrzej Błażejczyk
- 2018: Zabawa, zabawa
- Từ năm 2019: Pierwsza miłość – Mateusz Stik
- 2019: Pan T.
- 2019: 1800 gramów
- 2020: Zieja